# Paradise, Hawaiian Style (album)
Paradise, Hawaiian Style er en LP-plade med Elvis Presley, udsendt på RCA med nummeret RCA LSP-3643.
Albummet rummer soundtracket fra Presley-filmen Paradise, Hawaiian Style og kom på gaden i juni 1966, samtidig med premieren på filmen. Alle sangene er indspillet hos Radio Recorders i Hollywood over to indspilningssessions, 26. & 27. juli og 2. – 4. august 1965.

## Personerne bag albummet
Folkene bag LP'en er:
- Elvis Presley, sang
- Scotty Moore, guitar
- Barney Kessel, guitar
- Charlie McCoy, guitar
- Howard Roberts, guitar
- Alton Hendrickson, guitar
- Bernie K. Lewis, steel guitar
- Larry Muhoberac, klaver
- Ray Siegel, bas
- Keith Mitchell, bas
- D.J. Fontana, trommer
- Hal Blaine, trommer
- Milton Holland, trommer
- Victor Feldmen, trommer
- The Jordanaires, kor
- The Mello Men, kor

## Sangene
Der var indlagt i alt 9 sange med Elvis Presley i filmen. Det sidste nummer på pladen, "Sand Castles", var optaget til filmen men blev ikke brugt. Det optræder derfor på albummet som en "bonussang", LP-pladen består således af i alt 10 numre.
Sangene var:

### Side 1
- "Paradise, Hawaiian Style" (Bill Giant, Bernie Baum, Florence Kaye)
- "Queenie Wahine's Papaya" (Bill Giant, Bernie Baum, Florence Kaye)
- "Scratch My Back (Then I'll Scratch Yours)" (Bill Giant, Bernie Baum, Florence Kaye)
- "Drums Of The Islands" (Sid Tepper & Roy C. Bennett)
- "Datin'" (Fred Wise & Randy Starr)

### Side 2
- "Dog's Life" (Ben Weisman & Sid Wayne)
- "House Of Sand" (Bill Giant, Bernie Baum, Florence Kaye)
- "Stop Where You Are" (Bill Giant, Bernie Baum, Florence Kaye)
- "This Is My Heaven" (Bill Giant, Bernie Baum, Florence Kaye)
- "Sand Castles" (David Hess & H. Goldberg)

"Queenie Wahine's Papaya" og "Datin'", som blev indspillet hhv. 27. juli og 26. juli 1965 er duetter, hvor Elvis synger sammen med den 10-årige Donna Butterworth.
"Scratch My Back (Then I'll Scratch Yours)" var en duet mellem Elvis Presley og Marianna Hill og blev indspillet 26. juli 1965.